# Lenia Batres
Lenia Batres Guadarrama (Ciudad de México, 6 de agosto de 1969) es abogada y política mexicana, miembro del partido Morena. Desde el 14 de diciembre de 2023 es ministra de la Suprema Corte de Justicia de la Nación, propuesta por Andrés Manuel López Obrador. Fue diputada federal de septiembre de 1997 a agosto de 2000.

## Primeros años
Lenia Batres Guadarrama nació el 6 de agosto de 1969 en la Ciudad de México. Es hermana de Martí Batres Guadarrama, Exjefe de Gobierno de la Ciudad de México; y de Valentina Batres Guadarrama, diputada del Congreso de la Ciudad de México. Es licenciada en Derecho por la Universidad Humanitas, maestra en Derecho penal, maestra en estudios de la ciudad, maestra en gestión pública y candidata a doctora en Estudios de la Ciudad (Universidad Autónoma de la Ciudad de México y Escuela de Administración Pública de la Ciudad de México).[cita requerida]

## Trayectoria política
Militó en el Partido Socialista Unificado de México, el Partido de la Revolución Democrática, en organizaciones sociales como la Unión de Vecinos de la Colonia Doctores, la Unión Nacional de Jóvenes y el Consejo Estudiantil Universitario. Participó activamente en el movimiento de resistencia civil pacífica encabezado por Andrés Manuel López Obrador (2006-2018), en el que coordinó brigadas contra la reforma petrolera promovida por Felipe Calderón en 2008, para la conformación de MORENA en Tultitlán, Estado de México (2010-2011), y en Nuevo León (2012-2013), y en el que formó parte de su primer Consejo Nacional y su primer Comité Ejecutivo de la Ciudad de México (2013-2016).
En el Gobierno del Distrito Federal fue directora general Jurídica y de Gobierno de la Delegación Cuauhtémoc (2000 a 2002), asesora del Jefe de Gobierno, licenciado Andrés Manuel López Obrador (2002 a 2004) y directora general de Regulación al Transporte en la Secretaría de Transportes y Vialidad (2004 a 2006). También fue asesora de la Jefa Delegacional de Tlalpan, Claudia Sheinbaum Pardo (2015-2018), directora general de Gestión, Vinculación y Asuntos Jurídico-Normativos de la Autoridad del Espacio Público (2018) y Asesora de la Secretaría de Desarrollo Urbano y Vivienda (2019-2021).
En el ámbito legislativo, fue diputada federal en la LVII Legislatura (1997-2000); secretaria técnica de la Comisión del Distrito Federal de la Cámara de Diputados (2006-2009), y asesora de la Comisión de Vivienda de la Cámara de Diputados (2012-2015).
En 2003 fue candidata del Partido de la Revolución Democrática a Jefa Delegacional en Benito Juárez.
Ha impartido clases de derecho a nivel licenciatura, ha presentado ponencias sobre política urbana en instituciones académicas de México, Argentina y España y es coautora de seis libros: Crítica al Plan Nacional de Desarrollo 1995-2000 (1995); Historia Jurídica del Distrito Federal (2008); Acuerdos para la reforma política del Distrito Federal. Iniciativa 2001. Iniciativa 2010 (2010); Dos propuestas para la libertad de expresión. Publicidad del Estado. Derecho de réplica (2011); De la urbanización neoliberal al derecho a la ciudad. La transformación de las ciudades en el siglo XXI (2019), y Manual: Defensa del territorio en la Ciudad de México (2021).
En 2018 recibió el Premio Mexicano de Sociología 2017-2018, Categoría Profesionistas: Vicente Lombardo Toledano, segundo lugar, por el trabajo: “La gentrificación en la Ciudad de México. Una propuesta conceptual”, otorgado por el Colegio Mexicano de Sociología, S.C.
El 14 de diciembre de 2023, fue nombrada ministra de la Suprema Corte de Justicia de la Nación por el presidente López Obrador.
En un juicio del 12 de marzo la SCJN  declaró  a la ministra Lenia Batres Guadarrama como legalmente impedida de poder votar en un caso sobre Ricardo Salinas Pliego, debido a un posible conflicto de intereses.  Lo cual llevo a una serie de insultos en internet entre la ministra y el empresario.